# 힐 밸리 (백 투 더 퓨처)

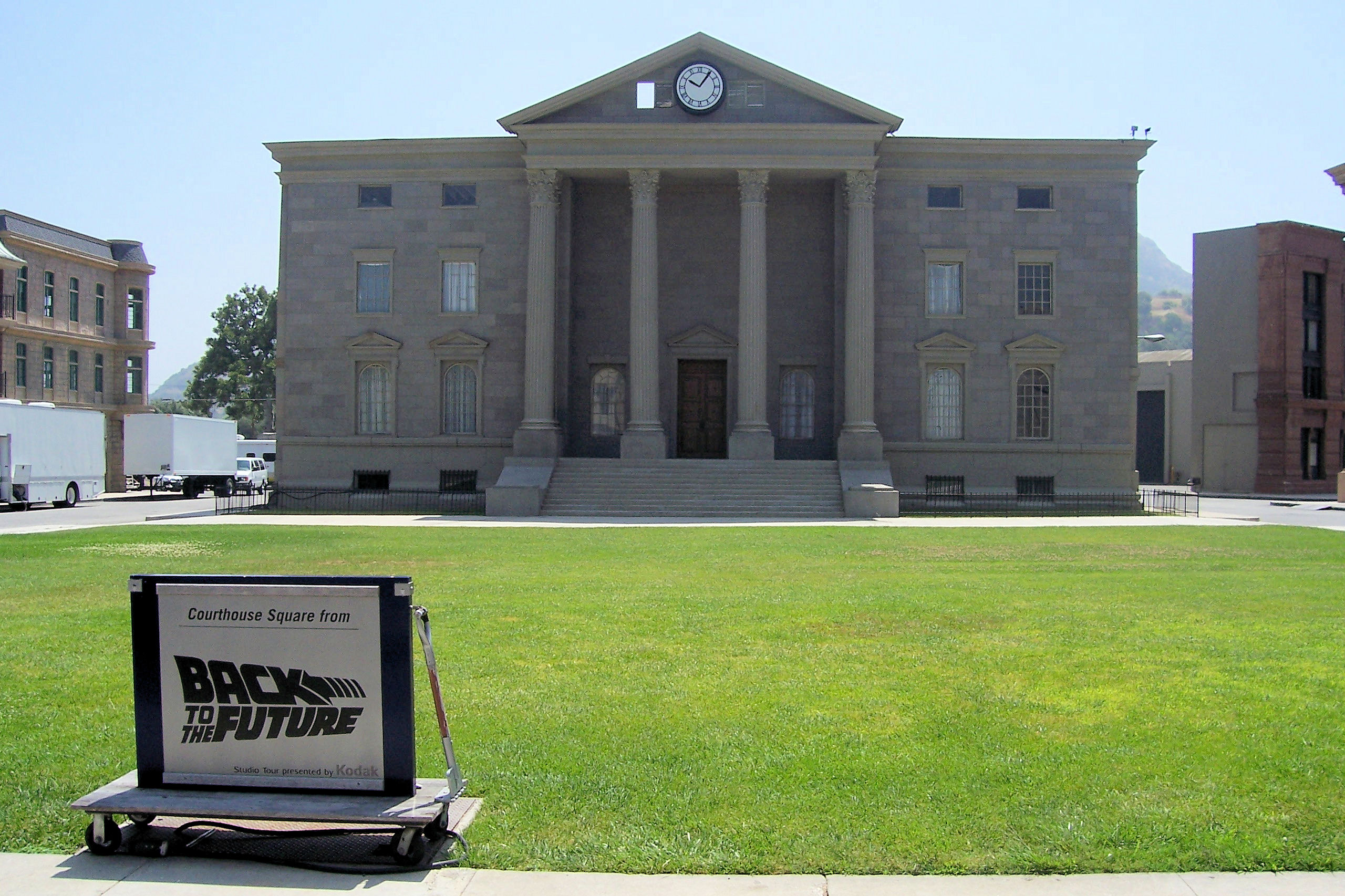
힐 밸리의 배경이 된 장소

힐 밸리(영어: Hill Valley)는 캘리포니아의 가공의 도시이다. 《백 투 더 퓨처 시리즈》(백 투 더 퓨처 삼부작과 애니메이션 스핀오프 시리즈)에 등장하는 장소이다.
1885년, 1955년, 1985년, 2015년, 이렇게 각기 다른 시간에 등장한다.
법원 파사드와 시계탑의 디자인은 앨라배마주 애선스의 실제 라임스톤군 법원에 기반을 둔다.

## 같이 보기
- 백 투 더 퓨처 (영화 시리즈)